# Cathédrale Saint-Nicolas de Novgorod
Pour les articles homonymes, voir Cathédrale Saint-Nicolas.
La cathédrale Saint-Nicolas ou cathédrale Saint-Nicolas sur la Cour de Iarsolav à Veliki Novgorod ou cathédrale Saint-Nicolas Dvorichtchenski (en russe Николо-Дворищенский собор, Nikolo-Dvorichtchenski sobor, ou Никольский собор на Ярославовом Дворище, Nikol'ski sobor na Iaroslavovom Dvorichtche) est un des plus anciens édifices religieux de Veliki Novgorod. Seule la cathédrale Sainte-Sophie de Novgorod la dépasse en âge et en taille. Elle a été édifiée en 1113 sur la « Cour de Iaroslav » par Mstislav Ier. Mais elle ne sera consacrée que 23 années plus tard, le 5 décembre 1136. C'est un édifice de l'époque pré-mongole de la Rus'.
« Maître Pierre » a probablement été l'architecte de la cathédrale.

## Histoire
La même année 1136, les Novgorodiens chassèrent le prince de Kiev Vsevolod Gabriel Mstislavitch, se débarrassant ainsi du poids de leur dépendance à Kiev. C'est pour cette raison que cette année 1136 est considérée comme celle de la fondation de la République de Novgorod.
Terminée l'année de la création de cette république, la cathédrale devient, à partir du XIIIe siècle, le bâtiment devant lequel était dressée la tribune du vétché de Novgorod. C'est là, devant une de ses entrées qu'elle se réunit, et ce, jusqu'à la perte de l'indépendance de la république de Novgorod et son annexion à la Grande principauté de Moscou en 1478. Certains historiens situent l'emplacement devant l'entrée principale, d'autres au nord ou au sud de l'église Saint-Nicolas.
Malheureusement, les fouilles archéologiques menées durant les années 1930—1940 autour de la cathédrale n'ont pas permis de retrouver des traces probantes de l'emplacement précis d'une place destinée à la vétché. À cet égard, le point de vue le plus pertinent semble être celui de Valentin Ianine, suivant lequel la vétché se réunissait dans une zone qui n'a pas été fort explorée, située devant la porte principale, à l'ouest de la cathédrale. C'était une place de dimension réduite (1 200—1 500 m2) et, selon Valentin Ianine, s'y rassemblaient seulement les représentants locaux et pas ceux de toute la population de la république.

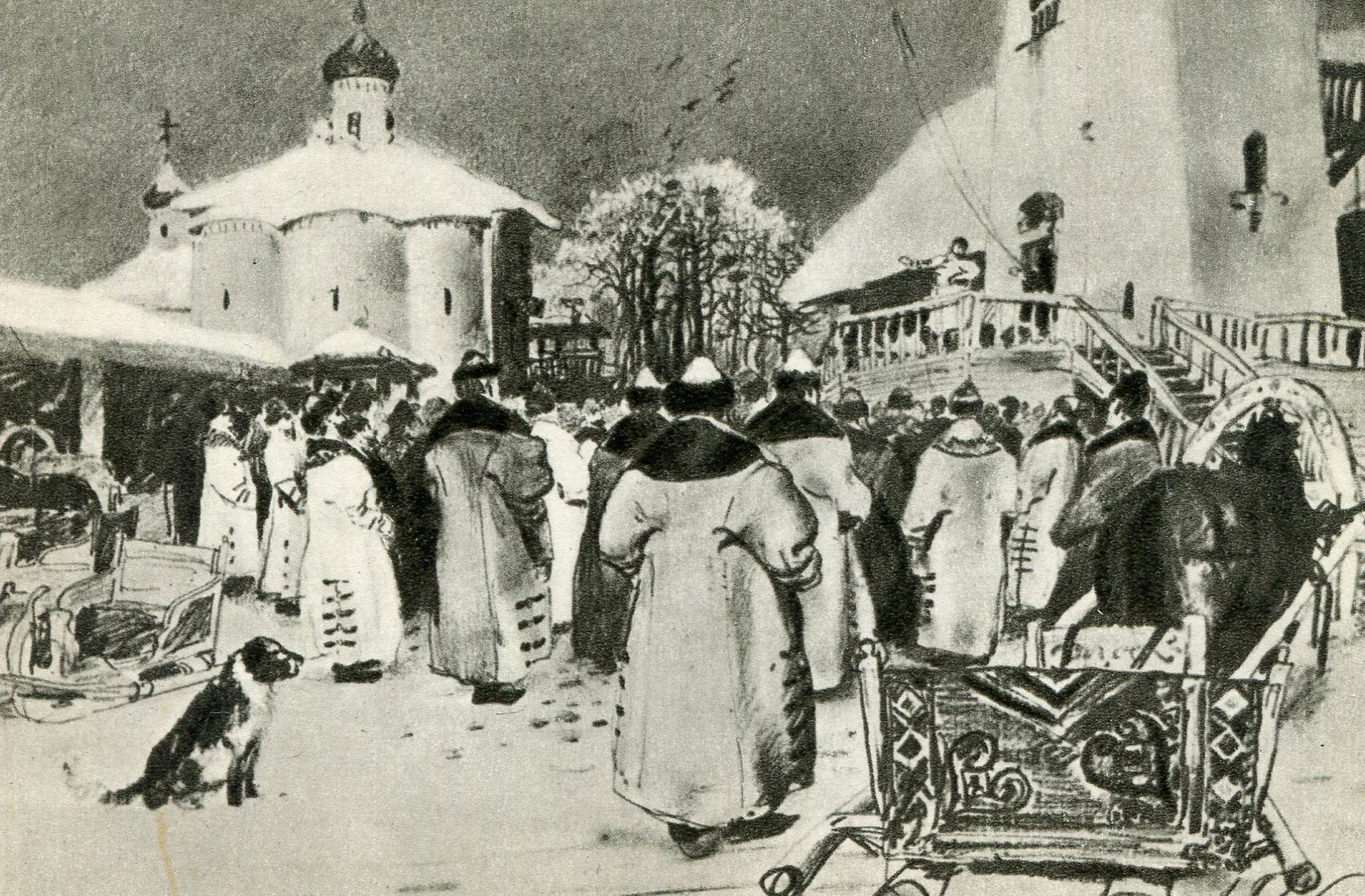
« Vétché de Novgorod » (Andreï Riabouchkine, fin XIXe siècle).

La cathédrale de Saint-Nicolas n'était pas seulement le témoin des réunions légales des membres des vétchés. À partir de 1228, se tenait à ses portes non seulement les assemblées habituelles , mais encore des rassemblements populaires hostiles à l'un ou l'autre choix politique. Dès cette époque, les assemblées composées de la population masculine libre de la ville, préféraient ne pas se réunir devant la cathédrale Sainte-Sophie qui disposait aussi d'un emplacement pour les vétchés. Au contraire, elles préféraient, dans une cohue dangereuse, se rassembler autour de la petite place de la vétché près de Saint-Nicolas, pour montrer, par défi, leur hostilité aux assemblées légitimes qui s'y tenaient.

## Particularités architecturales
La cathédrale Saint-Nicolas bénéficie d'une place dominante parmi l'ensemble architectural du quartier du commerce à Novgorod, au sein de la dizaine d'églises qu'y s'y trouvent. C'est un édifice de forme cubique, présentant une large façade. Il est dominé par cinq coupoles et s'appuie sur six piliers. Trois absides y sont accolées avec un narthex. Sa silhouette évoque clairement l'influence de la cathédrale Sainte-Sophie située en face d'elle, mais de l'autre côté de la Volkhov. La décoration de ses façades est sobre et austère. Elles sont divisées par des lésènes et les sections ainsi formées sont recouvertes par des zakomars sans fioritures. L’extrême simplicité de sa décoration tiendrait, selon Louis Réau, à l'inexpérience des premiers maîtres d'œuvre novgorodiens.
L'espace intérieur de la cathédrale est divisé par six piliers en trois nefs, dont chacune se termine par une abside. L'ensemble de l'architecture de la cathédrale se rattache aux traditions kiéviennes du début du XIIe siècle.

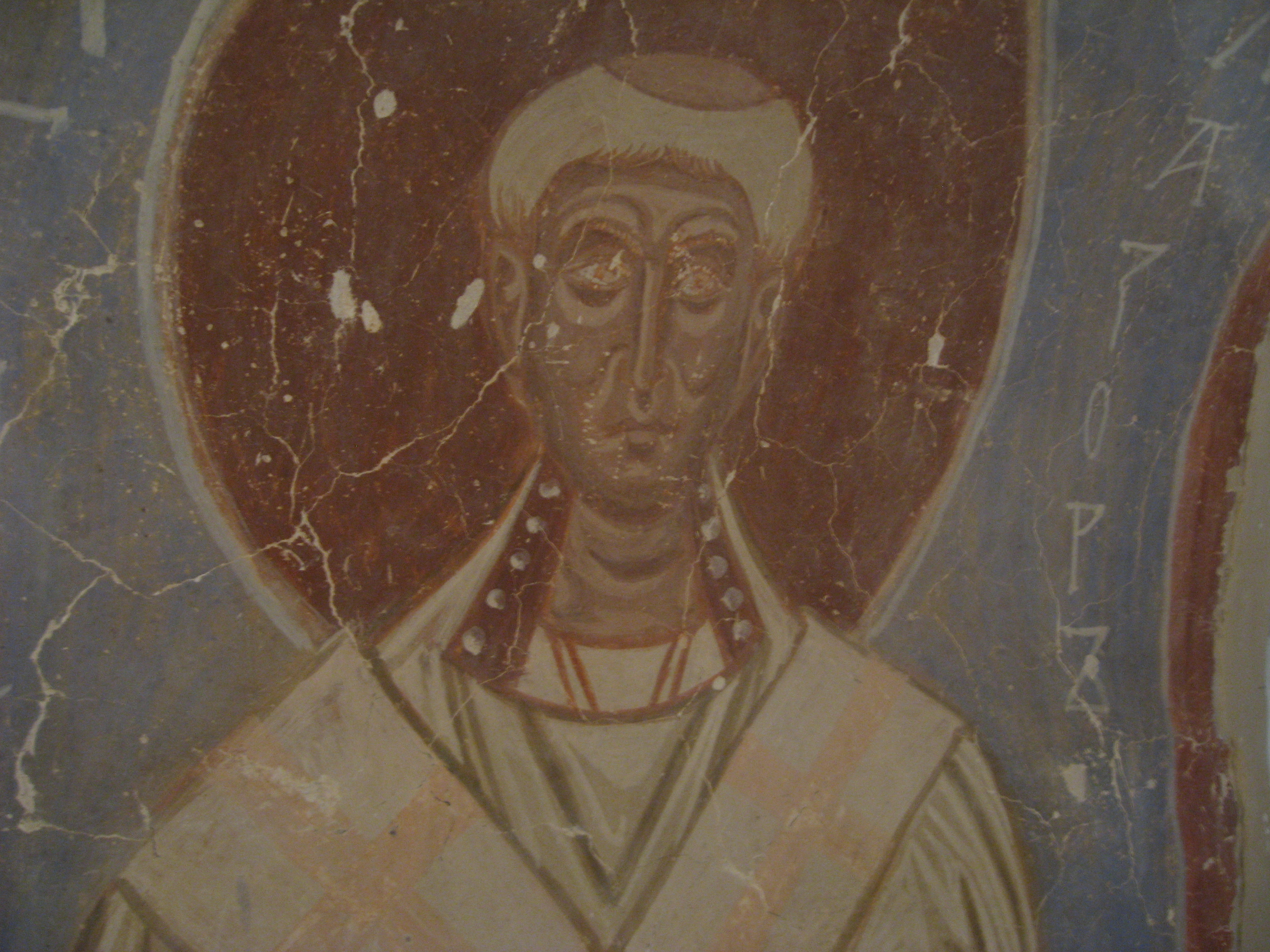
Visage de St Lazare, fresque

Dès les premières années de sa création, la cathédrale est décorée de fresques. Il ne subsiste malheureusement que quelques fragments de celles-ci : la scène du « Jugement dernier » sur les murs à l'ouest, trois saints (dont saint Lazare) dans l'abside centrale et « Job malade de la peste » sur le mur sud-ouest qui représente les souffrances de Job contaminé par le diable. Son épouse, comme la montre la fresque, pour ne pas être contaminée, devait le nourrir en utilisant un bâton. La silhouette de la femme est parfaitement proportionnée, son visage est fin et sévère. Il s'agit très probablement, selon Victor Lazarev de l'œuvre d'un maître de Kiev ou d'une artiste novgorodien formé à l'école de Kiev. Actuellement, du fait de l'enfoncement des strates pendant 900 ans, il a fallu enlever le plancher pour rendre la fresque visible à 1,5 mètre plus bas que le niveau initial.

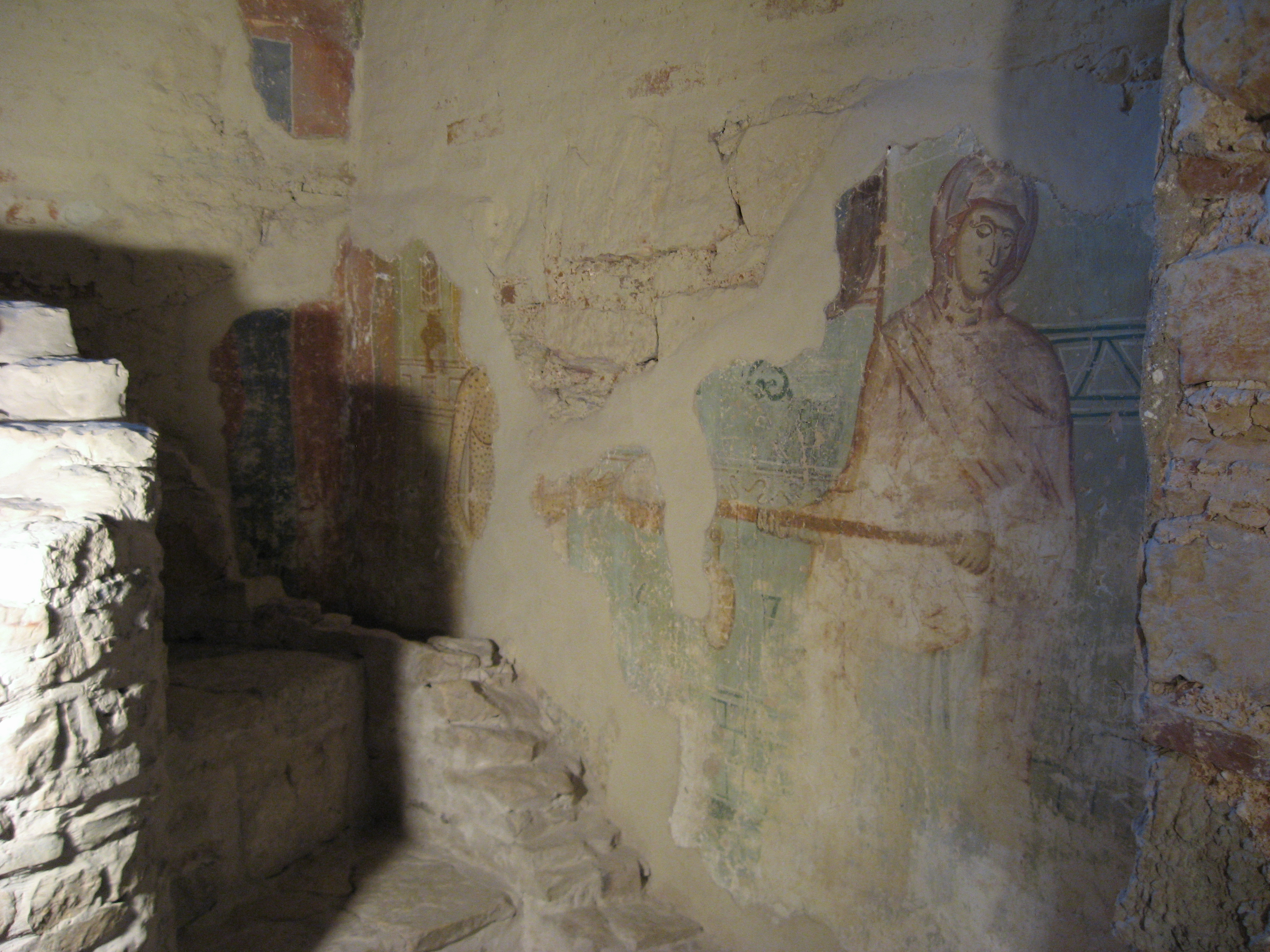
Job la peau purulente, nourri par sa femme avec un bâton.

## Période soviétique
Les documents concernant la fermeture de la cathédrale Saint-Nicolas après la révolution d'Octobre n'ont pas été retrouvés. Par contre sont conservés ceux qui datent de juin 1921 et qui témoignent de ce qu'elle est restée ouverte au culte. En 1922, le département exécutif du soviet des ouvriers de Novgorod, ainsi que les députés représentant les paysans et l'Armée rouge ont reconnu aux croyants le droit de « sans limite de temps, et sans paiement, utiliser la cathédrale Saint-Nicolas et les églises désignées ». Par ailleurs, à partir de 1933, la cathédrale fut accessible aux visiteurs, servant à la fois de musée et de lieu de culte.
Pendant la période d'occupation allemande, durant la Seconde Guerre mondiale, une caserne est installée dans la cathédrale. Du fait des tirs d'artillerie, le toit et la partie supérieure de l'édifice sont endommagés. Des fissures se produisent dans la maçonnerie des murs, des voûtes et des arcades. Des crevasses apparaissent sur les voûtes, au sud et à l'ouest du bâtiment ainsi que dans les murs sud de l'abside. Dans le porche ouest, le recouvrement du toit est détruit. La cathédrale est rendue entièrement aux croyants en 1945.
En 1946, le patriarche Alexis Ier de Moscou adresse au Conseil compétent en matière de problèmes du Patriarcat de Moscou et de toute la Russie près le Conseil des ministres de l'URSS une demande en vue d'obtenir l'autorisation pour la communauté des fidèles de la cathédrale Saint-Nicolas de restaurer la partie ouest de l'édifice et de lui adjoindre une église d'hiver. Cela lui est accordé. En 1953, grâce aux dons des paroissiens le clocher de la cathédrale est restauré.
La cathédrale fut une nouvelle fois fermée en 1962. Par la suite, l'organisation d'une exposition fut autorisée par le comité scientifique-athée dans le cadre des activités du Musée-réserve de Novgorod, dans la coupole du planétarium de la ville.

## Situation actuelle
De 1994 à 1999 grâce au financement obtenu du conseil de la nouvelle Hanse, dont le siège est à Lübeck, une restauration complète des bâtiments a pu être réalisée. C'est une association d'ingénieur et d'architectes de Novgorod sous la direction de G. M. Chtender qui a dirigé les travaux.
Au cours de cette restauration ont été découvertes quatre petites coupoles. Un nouveau revêtement de zakomars en cuivre a été réalisé.